# Phacelurus speciosus
Phacelurus speciosus là một loài thực vật có hoa trong họ Hòa thảo. Loài này được (Steud.) C.E.Hubb. miêu tả khoa học đầu tiên năm 1928.